# Luke Kennard
Luke Douglas Kennard (ur. 24 czerwca 1996 w Middletown) – amerykański koszykarz, występujący na pozycji rzucającego obrońcy, obecnie zawodnik Memphis Grizzlies.
W 2015 wystąpił w dwóch meczach gwiazd amerykańskich szkół średnich – McDonald’s All-American i Nike Hoop Summit. Rok wcześniej wywalczył brązowy medal podczas turnieju Nike Global Challenge. Dwukrotnie z rzędu został uznany najlepszym koszykarzem szkół średnich stanu Ohio (Ohio Gatorade Player of the Year - 2014, 2015, Ohio Mr. Basketball - 2014, 2015), a w 2015 zawodnikiem roku amerykańskich szkół średnich według magazynu Parade. 
19 listopada 2020 trafił w wyniku wymiany do Los Angeles Clippers. 9 lutego 2023 został wytransferowany do Memphis Grizzlies.

## Osiągnięcia
Stan na 11 lutego 2023, na podstawie, o ile nie zaznaczono inaczej.
NCAA
- Uczestnik:
  - rozgrywek Sweet Sixteen turnieju NCAA (2016)
  - turnieju NCAA (2016, 2017)
- Mistrz turnieju konferecji Atlantic Coast (ACC – 2017)
- MVP turnieju ACC (2017)[5]
- Zaliczony do:
  - I składu:
    - ACC (2017)
    - turnieju ACC (2017)
    - turnieju Hall of Fame Tip-Off (2017)

  - II składu All-American (2017)

NBA
- Uczestnik konkursu rzutów za 3 punkty (2022)[6]
- Lider sezonu regularnego NBA w skuteczności rzutów za 3 punkty (2022 – 92,5%)[7]

Reprezentacja
- Mistrz Ameryki U–18 (2014)